# Jang Song-hyok
Jang Song-hyok (18 de janeiro de 1991) é um futebolista profissional norte-coreano que atua como defensor.

## Carreira
Jang Song-hyok representou a Seleção Norte-Coreana de Futebol na Copa da Ásia de 2015.